# أصل رقمي

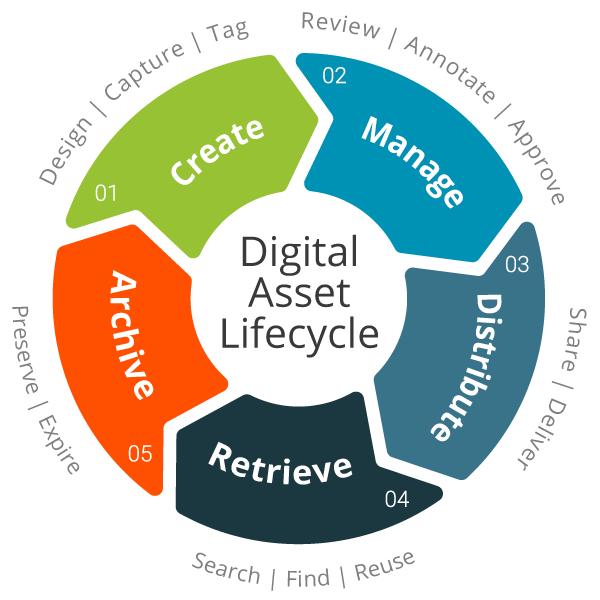
دورة حياة الأصول الرقمية.

الأصل الرقمي (بالإنجليزية: Digital asset) هو أي شيء موجود على شكل بيانات رقمية، ويأتي مع حق استخدام مميز، البيانات التي لا تمتلك هذا الحق لا تعتبر أصولاً.

## الوصف
تشمل الأصول الرقمية: المستندات الرقمية والمحتوى المسموع والصور المتحركة والبيانات الرقمية الأخرى ذات الصلة المتداولة حاليًا أو التي سيتم تخزينها على الأجهزة الرقمية مثل: أجهزة الحاسوب الشخصية، وأجهزة الحاسوب المحمولة، ومشغلات الوسائط المحمولة، الأجهزة اللوحية، وأجهزة تخزين البيانات، وأجهزة الاتصالات، وجميع الأجهزة الموجودة أو التي ستكون موجودة بمجرد تقدم التكنولوجيا لاستيعاب مفهوم الأساليب الجديدة التي من شأنها أن تكون قادرة على حمل الأصول الرقمية؛ بغض النظر عن ملكية الجهاز المادي الذي يوجد عليه الأصل الرقمي.

## الأنواع
تشمل أنواع الأصول الرقمية: التصوير الفوتوغرافي، والشعارات، والرسوم التوضيحية، والرسوم المتحركة، والوسائط السمعية البصرية، والعروض التقديمية، وجداول البيانات، واللوحات الرقمية، ومستندات الكلمات، والبريد الإلكتروني، والمواقع الإلكترونية، والعديد من التنسيقات الرقمية الأخرى والبيانات الوصفية الخاصة بها، يتزايد عدد الأنواع المختلفة من الأصول الرقمية بشكل كبير بسبب العدد المتزايد من الأجهزة التي تعد قنوات للوسائط الرقمية، وخاصة نمو الهواتف الذكية الرقمية، نظرًا للنمو الهائل لتطبيقات البرامج في العقد الأول من القرن الحادي والعشرين، والتنوع الهائل لنقاط اتصال المستخدم التي تغطي نطاقًا واسعًا من الأجهزة، والنمو السريع لمساحة الأصول القائمة على سلسلة الكتل بعد عام 2010، أصبح عالم الأصول الرقمية ينمو بشكل كبير. في العرض التقديمي الذي قدمته إنتل في «منتدى مطوري إنتل عام 2013» للشركة، قاموا بتسمية عدة أنواع جديدة من الأصول الرقمية بما في ذلك: الطبية والتعليم والمحادثات والسمعة وغيرها.

## نظام إدارة الأصول الرقمية
يمثل نظام إدارة الأصول الرقمية هيكلًا متشابكًا يشتمل على كل من البرامج والأجهزة والخدمات الأخرى من أجل إدارة الأصول الرقمية وتخزينها واستيعابها وتنظيمها واستردادها. تسمح أنظمة إدارة الأصول الرقمية للمستخدمين بالعثور على المحتوى واستخدامه عندما يحتاجون إليه.

## البيانات الوصفية
البيانات الوصفية: يشار إلى أي معلومات منظمة تحدد مواصفات أي شكل من أشكال البيانات باسم البيانات الوصفية. «عنصر البيانات الوصفية هو علاقة يدعي شخص ما وجودها بين كيانين». «يُعتقد في البيانات الوصفية على أنها بيانات تزيل من المستخدم الحاجة إلى امتلاك معرفة مسبقة كاملة عن خصائص الأشياء ذات الأهمية المحتملة في البيئة». في البداية تم استخدام مصطلح البيانات الوصفية للبيانات الرقمية فقط، ولكن في الوقت الحاضر يمكن تطبيقها على البيانات المادية وكذلك الرقمية، يمكن تخزين البيانات الوصفية واحتوائها مباشرة داخل الملف الذي تشير إليه أو بشكل مستقل عنه بمساعدة أشكال أخرى، كلما تم تخصيص المزيد من البيانات الوصفية إلى أحد الأصول، أصبح تصنيفها أسهل، خاصة مع زيادة حجم المعلومات، وترتفع قيمة الأصل كلما زادت البيانات الوصفية الموجودة به.

## المشاكل
هناك سيطرة محدودة على الأصول الرقمية، لعدم وجود تشريعات قانونية مسبقة، وتشمل بعض المشاكل «ماذا سيحدث للأصول الرقمية بمجرد وفاة مالكها؟» وكيف يمكن توريثها. تم التطرق إلى هذا الموضوع في قصة مزيفة عن سعي بروس ويليس لمقاضاة شركة أبل لأن اتفاقية المستخدم النهائي منعته من توريث مجموعة آي تيونز الخاصة به لأطفاله. أقر الكونغرس الأمريكي مشروع قانون تحديث الموسيقى في سبتمبر 2018 لإنشاء نظام جديد لترخيص الموسيقى، بهدف مساعدة مؤلفي الأغاني في الحصول على أموال أكثر.

## أنظر أيضا
- إدارة الحقوق الرقمية
- الحفظ الرقمي